# 바이타운
바이타운(영어: Bytown)은 캐나다의 수도 오타와가 작은 마을로 시작하였던 초창기 때의 이름이었다. 바이타운은 1826년 9월 26일에 세웠으며 1850년 1월 1일에 공식적으로 마을로 설립하였다. 1855년 1월 1일부터 공식적으로 오타와의 일부로 편입되었다. 바이타운의 창립은 캐나다의 총독 조지 램지, 제9대 달하우시 남작이 존 바이 중령에게 현재 오타와 중심에 있었던 땅을 여러 부지로 나누는 일을 허락을 주었던 편지에서 유래되었다. 바이타운은 리도 운하의 건설로 시작하여 오타와 강의 목재 거래의 도움으로 확장하였다. 바이타운의 첫 시장은 1847년에 당선된 존 스콧이었다.

## 역사
바이타운은 리도 운하가 오타와 강을 만나는 지점 옆에서 위치하였다. 마을은 운하를 중심으로 옛날의 어퍼 타운(영어: Upper Town)과 로어 타운(영어: Lower Town)으로 나뉘었다. 어퍼 타운은 오늘날 다운타운과 팔러먼트 힐이 있는 운하의 서쪽 지역에 있었다. 그리고 로어 타운은 오늘날 바이워드 마켓과 로어 타운이 있는 운하의 동쪽에 있었다. 1827년에 리도 운하 위에 지었던 새퍼즈 다리로 마을의 양쪽 지역을 서로 연결하였다.
마을의 이름은 운하의 건설을 크게 이바지하였던 영국 육군 공병대 대령 출신이였던 존 바이의 성씨에서 따왔다. 바이타운의 이름은 작은 저녁 만찬에 참가하였던 일부의 장교들 사이에서 생겨난 일종의 농담으로 시작하여 그 이름이 1828년에 기록된 공식적인 서신에 기록하였다.

1842년 바이타운의 지도. 1. 배럭 힐 (Barrack Hill) 2. 웰링턴 스트리트 3. 빅토리아 스트리트 (Victoria Street) 4. 켄트 스트리트 6. 스파크스 스트리트 7. 배럭 힐 공동묘지

공유지 감독관 조셉 부셰트는 1828년 여름에 이렇게 기록하였다.
거리들은 충분한 일정함과 곧 이후에 지역의 편안함, 건강함, 그리고 품위를 기여하게 만드는 널은 거리의 간격으로 펼쳤다. 이제 집 약 150채가 있으며 대부분 목재로, 자주 거주민들의 깔끔함과 취향에 맞는 양식으로 지었다. 만(the Bay)에 있는 높은 둑에 석재로 크게 지었던 병원과 병영 (Barracks) 세 개가 같은 높낮이에 눈에 잘 띄게 있으며 만의 동쪽 지역은 존 바이 중령의 관저가 있다.

바이 중령은 오늘날 존재하는 바이타운의 여러 거리의 대부분을 계획하였다. 웰링턴 스트리트, 리도 스트리트, 서섹스 드라이브 and 스파크스 스트리트는 과거의 비이타운에서 현재의 오타와에 아직도 존재하는 거리다. 옛 새퍼즈 다리는 그 당시 실제로 스파크스 스트리트와 리도 스트리트를 연결하였다. 니콜라스 스파크스는 "조례관리" 땅이었던 웰링턴 스트리트 북쪽의 땅을 제외한 바이타운을 가로질렸던 운하 서쪽의 땅을 소유하였다. 운하 쪽으로 바라보는 뱅크 스트리트의 동쪽에 있는 땅은 군사당국이 샀다. 그 땅은 니콜라스 스파크스에게 반환하였던 이후로 약 20년 동안 주거지역으로 쓰이지 않았다.
오타와 강의 목재 거래가 흥한 계기로 이민자들과 더불어 나중에 오타와 강 위에 흘러 띄우는 각재를 퀘벡 주까지 보내서 그것을 판매했던 이익에 관심을 받았던 사업가들도 비이타운에 정착하여 이에 크게 성장하였다. 바이타운의 초창기 때는 1835부터 1845까지 앓았던 샤이너의 전쟁과 1849년에 있었던 돌의 월요일 폭동으로 사회적으로 불안하였다.
바이타운 초창기에 지었던 몇몇의 건물들은 현재까지도 서있다. 1862년 토마스 맥케이는 오늘날 바이타운 박물관이 된 카미세리어트(영어: Commissariat)라는 건물의 건축을 계약하였다.

## 같이 보기
- 바이타운 박물관

## 참고 자료
1. ↑  리도 운하는 지도의 동북 쪽에 있다. 웰링턴 스트리트는 그 당시 완공하지 않았으며 동쪽으로 길이 구부러진 다음 운하를 건넜던 새퍼즈 다리가 있었다.
2. ↑  오늘날의 팔러먼트 힐
3. ↑  오늘날의 리온 스트리트 (영어: Lyon Street)